# Day of the Dead (película de 2008)
Day of the Dead (El día de los muertos) es una película de terror de zombis. Está inspirada en la homónima de 1985 de George A. Romero. La película está dirigida por Steve Miner (quien también dirigió Viernes 13 Parte 2, Viernes 13 III y Halloween H20: 20 años después) y escrito por Jeffrey Reddick. Aunque no guarda relación alguna, cuenta con zombis que se mueven con rapidez similar al film de Zack Snyder, versión actualizada de El Amanecer de los muertos, en comparación con los zombis clásicos que lentamente arrastraban los pies. Fue creado originalmente para la distribución en salas, pero fue puesta directamente a vídeo. La película recibió en general críticas negativas.

## Trama
La película comienza en Leadville, Colorado. Trevor (Michael Welch) y su novia, Nina (AnnaLynne McCord), se encuentran en un edificio abandonado donde tienen un encuentro romántico. Luego de regresar a casa de sus padres respectivos, ellos ven una larga fila de coches en un retén militar que no deja salir a nadie de la ciudad. Un hombre enojado le grita a los oficiales debido a que su hijo está enfermo y necesita atención médica. Se ha producido un brote y la ayuda médica es necesaria en toda la ciudad. Luego aparece el capitán Rhodes (Ving Rhames) y la cabo Sarah Cruz (Mena Suvari). Poco después, los soldados Bud Crain (Stark Sands) y Salazar (Nick Cannon) aparecen. Sarah Cruz lleva a Bud para ir con ella mientras visita a su madre enferma. Cuando ella llega, Sarah habla con su hermano (Trevor) y comprueba lo de su madre. A continuación, se dirige a ver a un amigo de Trevor, Kyle, después de que ella se entera de que sus síntomas son similares a los de su madre.
Cuando Bud y Sarah llegan a la casa de Kyle, se encuentran cn los cuerpos de los padres de Kyle mutilados escondidos detrás de una cortina, mientras que Kyle no aparece por ningún lado. Ella habla por radio con el capitán Rhodes y después se lleva a Nina, Trevor y a su madre al hospital local. Allí Sarah habla con el Dr.Logan (Matt Rippy), mientras que en la sala de espera todo el mundo está paralizado. Bud corre para avisarle a Sarah, cuando a todos los infectados intentan reanimarlos. Todos ellos se convierten en zombis al mismo tiempo. Ellos tienen una fuerza sobrehumana que les permite correr, saltar grandes distancias e incluso arrastrarse por el techo. Nina y Trevor escapan buscando refugio en la estación de radio local, mientras que Sarah, Salazar y Bud quedan atrapados en una sala de almacenamiento de arriba, en el hospital. Tras derrotar a los infectados el capitán Rodhes, un zombi le muerde la mano a Bud. Los tres escapan del hospital y hacen una parada en la tienda de armas antes de rescatar a Trevor y a Nina de la estación de radio.
El grupo regresa a la bodega abandonada. Bud se ha convertido en un zombi, pero de alguna manera es capaz de pensar y no atacar a sus amigos. Sarah cree que Bud no los ataca porque él era vegetariano, pero Salazar especula que Bud se siente atraído por Sarah. El grupo encuentra un búnker subterráneo, donde se reúnen con el dr. Logan. Allí encuentran un proyecto del gobierno dirigido por el Dr. Engel (Pat Kilbane). El grupo explora el búnker, pero el Dr. Engel ataca y mata a Logan. Más tarde, Salazar es atacado por los zombis, lo que le da a Sarah la oportunidad de escaparse y reunirse con Trevor y Nina. En la sala donde se esconden encuentran varios cilindros de gas de gran tamaño. Sarah decide atraer a los zombis al almacén y quemarlos con los cilindros. Comienzan a modificar los cilindros para hacer un lanzallamas gigante.
Sarah finalmente encuentra a una multitud de zombis y grita para llamar su atención. El Dr. Engel zombi cae desde el techo detrás de Sarah y la agarra, pero antes de que este la muerda, el zombi Bud le dispara a Engel. Esto lleva a Engel y a los otros zombis a atacar a Bud, desmembrándolo. Entonces Sarah lleva a los zombis a la habitación donde Trevor y Nina se esconden, y queman a los zombis. Los tres escapan del búnker, y conducen. La película termina con un zombi que sobrevivió saltando frente a la cámara.

## Reparto
- Mena Suvari como cabo Sarah Cross.
- Nick Cannon como El Soldado Salazar.
- Michael Welch como Trevor Cross.
- AnnaLynne McCord como Nina.
- Stark Sands como El Soldado Bud Crain.
- Matt Rippy como el Dr. Logan
- Ian McNeice como el D.J. Paul
- Christa Campbell como la Señora Leitner.
- Ving Rhames como Capitán Rhodes.

- Nota: A Sarah se la conoce como Cross en la película, pero ella y su hermano se nombran como Bowman en los créditos.

## Producción
Reddick, quien adaptó el guion desde el concepto original de Romero, ha declarado que esta película no tiene ninguna relación con Zack Snyder 2004 adaptación de Amanecer de los muertos (aunque Ving Rhames también había aparecido en la película como un personaje diferente). Él le dijo a ComingSoon.net: "Va a ser una película independiente ... Hemos querido rendir homenaje a la original, con los militares y los científicos y las cosas socialmente relevantes que George Romero siempre lo hace, pero queríamos darle un giro fresco a él. "
La película fue rodada principalmente en Bulgaria. Tyler Bates produce la banda sonora, y el guionista Jeffrey Reddick tiene un cameo como un desafortunado policía.

## Promoción
"Detrás de las escenas" son fotos de algunas escenas de zombis y efectos que han ido en línea. La película se filtró también a finales de 2007. No fue estrenada en los cines, sino más bien fue directo a video en junio de 2008.https://web.archive.org/web/20120210144548/http://www.nickwagnerphotography.com/tearsheets.html o en Nickwagnerphotography.com.

## Recepción
La película recibió en general críticas negativas